# Панк-метал
Панк-метал (також відомий як метал-панк) — узагальнююче поняття, термін, який поєднує різні музичні жанри. Це музика, яка містить як елементи металу, так і панк-року. Часто сплав включає екстремальні жанри металу, наприклад, дез-метал та панк, як наприклад хардкор.

## Жанри панк-металу
- Crossover thrash
- Crust punk
- D-beat
- Дезкор
- Goregrind
- Grindcore
- Грандж
- Hatecore
- Маткор
- Металкор[2]
- Сладж-метал[3]
- Спід-метал[4]
- Треш-метал